# Zen (Mikroarchitektur)
Zen ist eine Prozessor-Mikroarchitektur (x86-64) des Unternehmens AMD. Die Markteinführung der ersten Zen-basierten Prozessoren unter dem Markennamen Ryzen ['raɪzən:] (Codename „Summit Ridge“) war am 2. März 2017. Im Juni 2017 folgte die Server-Baureihe Epyc als Multi-Chip-Modul aus 4 Zen/Zeppelin-Einzelchips mit je acht Kernen (Codename „Naples“) und im Oktober 2017 die Prozessoren mit integrierter Grafik (Accelerated Processing Unit – APU) für mobile Geräte (Codename „Raven Ridge“). Prozessoren mit Grafik für Desktop-Computer kamen im Februar 2018 hinzu.
Im April 2018 wurde eine optimierte Ausgabe von Zen, genannt Zen+, vorgestellt. Zen+ wird im Gegensatz zu Zen in einem 12-nm-LP-Prozess bei Globalfoundries hergestellt. Zusammen mit Cacheoptimierungen, höheren Basis- und Turbo-Taktfrequenzen und schnellerem DDR4-Arbeitsspeicher wird eine Steigerung der Leistung um ca. 10 % erreicht.
2019 kamen die ersten Prozessoren der Nachfolgearchitektur Zen 2 auf den Markt, am 8. Oktober 2020 wurde deren Nachfolger Zen 3 vorgestellt. Am 23. Mai 2022 wurde wiederum die neue Generation Zen 4 vorgestellt, für die erstmalig der Sockel AM5 in LGA-Bauweise genutzt wird.

## Architektur
Laut AMD war das vorrangige Ziel der Entwicklung die Verbesserung der Single-Core-Performance anstatt der Multithreading-Performance oder einer Erhöhung der Anzahl der CPU-Kerne. Aussagen von AMD während der Entwicklung wiesen darauf hin, dass die Core-Multithreading-Architektur CMT zugunsten der Technik Simultaneous Multithreading (SMT) aufgegeben wurde. Der Konkurrent Intel nutzt SMT in der heutigen Form seit Core i. Es wurde davon ausgegangen, dass die Umstellung eine starke Verbesserung der Effizienz zur Folge haben würde, möglicherweise zu Lasten einer Vergrößerung der Chipfläche.
Die Zen-Prozessoren werden im 14-nm-FinFET-Prozess von Globalfoundries hergestellt. Die vorige Prozessorgeneration AMD Fusion basierte noch auf den Strukturgrößen 32 nm und 28 nm. Mit der Architektur „Zen“ sind sowohl reine CPUs („Summit Ridge“) als auch APUs mit integrierter Grafikprozessoreinheit („Raven Ridge“) verfügbar. Beide verwenden den erstmals für diese Prozessoren genutzten neuen Sockel AM4. DDR4-Speicher wird unterstützt. Neben den Modellen für Desktop-Computer sind auch solche für den mobilen Betrieb verfügbar.

Blockschaltbild von Ryzen-CPUs: aufgebaut mit demselben Grundbaustein: einem 4-CPU-Complex

Ein Zen-Kern enthält vier Integer-ALUs, zwei als Lade-/Speicher-Einheiten ausgelegte AGUs sowie eine in vier Pipelines aufgeteilte Gleitkomma-Einheit. Die Gleitkommaeinheiten sind als 128-Bit-SIMD-Einheiten ausgelegt und unterstützen AVX-Instruktionen sowie FMA-Operationen. Die beiden AVX-Einheiten können zusammengeschaltet werden und führen dann eine 256-bittige AVX-2-Instruktion aus. Der L1-Cache ist 32+64 kB (Daten+Instruktionen) und der L2-Cache 512 kB groß; der L3-Cache ist bei den Vierkernern 8 oder 16 MB und bei den Sechs- und Achtkernern 16 MB groß.
Der grundlegende Baustein für alle bis Juni 2017 erschienenen „Summit Ridge“- und „Naples“-Chips ist ein Komplex (CCX: Core CompleX) aus 4 Kernen mit zugehörigen Cache-Bereichen. Zwei dieser Komplexe werden auf einem „Zeppelin“ genannten „Die“ integriert, die beiden Komplexe werden mit einem „Infinity Fabric“ genannten Bündel aus seriellen Verbindungen verschaltet. Mit derselben Verbindungstechnik werden mehrere „Dies“ auf den Multi-Chip-Modulen für die Threadripper- und die Naples/Epyc-Baureihen sowie auch im Serverbereich die beiden „SP3-Socket“ genannten Fassungen verschaltet. Das Zwei-Chip-Modul der Threadripper-Baureihe nutzt eine Abwandlung der Serverfassung SP3 (genannt „TR4“), ein Land Grid Array mit 4097 Kontakten, auch als „Socket 4094“ oder „LGA 4094“ bezeichnet. Die hohe Anzahl von Kontakten wird benötigt, um insgesamt 8 DDR4-Speicherkanäle, bis zu 128 PCIe-3.0-Lanes je Sockel und die Infinity-Fabric-Leitungen nach außen führen zu können. Mit einem Chip und zwei Fassungen (AM4 und SP3) können somit Systeme von 4 bis 32 Kernen realisiert werden.
Auf der Computex 2017 stellte AMD ein Multi-Chip-Modul aus zwei 8-Kern-Zeppelin-Dies für Hochleistungs-Desktops mit dem Markennamen Threadripper vor.
Im Serverbereich werden vier Zeppelin-Dies zu einer 32-Kern-Naples-CPU vereint (als Multi-Chip-Modul). Der Codename Naples wurde durch den Markennamen Epyc ersetzt, der der Nachfolger der Opteron-Server-CPU-Baureihe ist.
Ryzen profitiert besonders von schnellem Arbeitsspeicher, weil die Taktrate des „Infinity Fabric“ direkt vom Speichertakt abhängt. Schnellerer Arbeitsspeicher bedeutet dadurch auch schnelleren Datenaustausch zwischen zwei Core Complexes. Aktuelle AM4-Mainboards unterstützen hierfür in Kombination mit Zen oder Zen+ CPUs maximal DDR4-3200. Für höhere Taktraten, die auf modernen Socket-AM4-Mainboards mit x570-Chipsatz angegeben werden, ist entweder ein Betrieb außerhalb der Spezifikation (übertakten) erforderlich oder eine CPU der Nachfolgegeneration mit der Zen 2 Mikroarchitektur erforderlich.

## Entwicklungsgeschichte
Die Planungen für Zen begannen kurz nachdem der Chefentwickler Jim Keller 2012 erneut bei AMD eingestellt wurde. Er hatte bereits von 1998 bis 1999 für AMD gearbeitet, war an der Entwicklung der K7-Architektur beteiligt und leitete die Entwicklung der K8-Architektur. Keller verließ AMD im September 2015 wieder.
Ursprünglich sollte der auf der ARM64-Architektur basierende K12-Kern vor den Prozessoren mit Zen-Architektur erscheinen. Am Finanzanalystentag im Mai 2015 wurde jedoch bekanntgegeben, dass die K12-Architektur zugunsten der Zen-Architektur verschoben wird, um für Zen im Laufe des Jahres 2016 die Marktreife zu erreichen.
Im November 2015 sagte ein ehemaliger Angestellter von AMD, die Zen-Technik habe bei Tests „alle Erwartungen erfüllt“ und es seien „keine signifikanten Flaschenhälse gefunden“ worden.
Die Markteinführung der ersten Zen-Modelle mit 8 Kernen unter dem Namen „Ryzen 7“ erfolgte am 2. März 2017. Die kleineren Modelle mit der Bezeichnung „Ryzen 5“ (4 bis 6 Kerne) folgten im April 2017; die leistungsschwächeren und günstigeren Modelle „Ryzen 3“ (4 Kerne) erschienen dann im Juli 2017.

## Markterfolg
Die Markteinführung der Ryzen-Modelle im Frühjahr 2017 verhalf AMD zu einer deutlichen Verbesserung seiner Wettbewerbsposition gegenüber Intel, dem einzigen Rivalen im Bereich der Desktop-Prozessoren: So gewann AMD laut einem Bericht von Extremetech.com ab März 2017 bei den Verkaufszahlen des großen deutschen Online-Händlers Mindfactory.de jeden Monat 5 bis 9 Prozentpunkte Anteil hinzu. Im August 2017 übertraf AMD den Rivalen Intel dann sogar bei den Verkaufszahlen und verbuchte einen Anteil von rund 56 Prozent für sich (Intel: rund 44 Prozent). Diese Zahlen sind jedoch nicht repräsentativ für den Gesamtmarkt.

## Modelle
Sockel AMD AM4 Modellnummer Aufbau
Link zum Bild
(Bitte Urheberrechte beachten)
Die Modellbezeichnungen der Ryzen-Prozessoren von AMD lehnen sich stark an die von Intel an. So sind die Ryzen-7-Modelle als äquivalent zu den Intel-Core-i7-CPUs zu sehen, die Ryzen 5 konkurrieren entsprechend mit Core i5 und die Ryzen-3-Modelle sind das Pendant zu Intels Core i3.

### Server ohne Grafikeinheit

#### Epyc 7001

Blockschaltbild AMD-Epyc-CPU:
Multi-Chip-Modul mit 4 Zeppelin-Chips

Am 20. Juni 2017 präsentiert AMD den Serverprozessor mit Codenamen „Naples“, welcher den Handelsnamen Epyc erhielt. Es handelt sich dabei um ein 4-Chip-Modul, welches aus Zeppelin-Einzelchips aufgebaut ist. Es werden Varianten für Ein- oder Zwei-Sockel-Systeme angeboten.
Die große Anzahl an I/O-Verbindungen bzw. PCIe-Lanes und die hohe Speicherbandbreite durch 8 Speicherkanäle übertreffen zu diesem Zeitpunkt das Konkurrenzprodukt Intel Xeon (Broadwell). Epyc ist damit im Servermarkt konkurrenzfähig, Motherboards mit PCI-Express-OcuLink-Verbindern, die jeweils 4 PCIe-Lanes zum Anschluss von schnellen NVMe-Solid-State-Drive-Massenspeichern nutzen, werden angeboten.
| Marke \| Modell | Marke \| Modell | Code- name | Kerne/ Threads | Taktrate (GHz) | Taktrate (GHz) | TDP       | Anzahl RAM- Kanäle | Anzahl Sockel |
| Marke \| Modell | Marke \| Modell | Code- name | Kerne/ Threads | Basis          | Boost          | TDP       | Anzahl RAM- Kanäle | Anzahl Sockel |
| --------------- | --------------- | ---------- | -------------- | -------------- | -------------- | --------- | ------------------ | ------------- |
| Epyc            | 7601            | Naples     | 32 / 64        | 2,2            | 3,2            | 180 W     | 8                  | 2             |
| Epyc            | 7551            | Naples     | 32 / 64        | 2,0            | 3,0            | 180 W     | 8                  | 2             |
| Epyc            | 7551P           | Naples     | 32 / 64        | 2,0            | 3,0            | 180 W     | 8                  | 1             |
| Epyc            | 7501            | Naples     | 32 / 64        | 2,0            | 3,0            | 155/170 W | 8                  | 2             |
| Epyc            | 7451            | Naples     | 24 / 48        | 2,3            | 3,2            | 180 W     | 8                  | 2             |
| Epyc            | 7401            | Naples     | 24 / 48        | 2,0            | 3,0            | 155/170 W | 8                  | 2             |
| Epyc            | 7401P           | Naples     | 24 / 48        | 2,0            | 3,0            | 155/170 W | 8                  | 1             |
| Epyc            | 7351            | Naples     | 16 / 32        | 2,4            | 2,9            | 155/170 W | 8                  | 2             |
| Epyc            | 7351P           | Naples     | 16 / 32        | 2,4            | 2,9            | 155/170 W | 8                  | 1             |
| Epyc            | 7301            | Naples     | 16 / 32        | 2,2            | 2,7            | 155/170 W | 8                  | 2             |
| Epyc            | 7281            | Naples     | 16 / 32        | 2,2            | 2,7            | 155/170 W | 8                  | 2             |
| Epyc            | 7251            | Naples     | 8 / 16         | 2,1            | 2,9            | 120 W     | 8                  | 2             |

#### Epyc 3001
Im Februar 2018 brachte AMD eine weitere Baureihe von Serverprozessoren unter dem Markennamen Epyc heraus, die mit den Xeon-D Prozessoren von Intel konkurrieren. Sie bestehen aus einem oder zwei (auf einem Multi-Chip-Modul) Zeppelin-Chips, die in einem neuen BGA-Lötsockel integriert werden. Es wird eine lange Verfügbarkeit von 10 Jahren versprochen, bis zu acht 10-Gbit-Ethernet-Kanäle sollen integriert sein. Die hohe Ein-/Ausgabe-Performance durch die 64 bzw. 32 PCIe-3.0-Lanes wird besonders beworben. Gedacht sind diese Prozessoren für sogenannte Edge Server oder Embedded Server, kleine Ein-Sockel-Systeme für IoT-Anwendungen.
| Marke \| Modell | Marke \| Modell | Codename  | Kerne/ Threads | CPU-Takt (GHz) | CPU-Takt (GHz) | CPU-Takt (GHz) | L3- Cache | TDP   | Anzahl RAM- Kanäle | max. RAM- Takt (MHz) | PCIe 3.0- Lanes | Tj     |
| Marke \| Modell | Marke \| Modell | Codename  | Kerne/ Threads | Base           | AllCore Boost  | max. Boost     | L3- Cache | TDP   | Anzahl RAM- Kanäle | max. RAM- Takt (MHz) | PCIe 3.0- Lanes | Tj     |
| --------------- | --------------- | --------- | -------------- | -------------- | -------------- | -------------- | --------- | ----- | ------------------ | -------------------- | --------------- | ------ |
| Epyc            | 3451            | Snowy Owl | 16 / 32        | 2,15           | 2,45           | 3,00           | 32 MB     | 100 W | 4                  | DDR4-2666            | × 64            | 95 °C  |
| Epyc            | 3401            | Snowy Owl | 16 / 16        | 1,85           | 2,25           | 3,00           | 32 MB     | 85 W  | 4                  | DDR4-2666            | × 64            | 105 °C |
| Epyc            | 3351            | Snowy Owl | 12 / 24        | 1,90           | 2,75           | 3,00           | 32 MB     | 80 W  | 4                  | DDR4-2666            | × 64            | 95 °C  |
| Epyc            | 3301            | Snowy Owl | 12 / 12        | 2,00           | 2,15           | 3,00           | 32 MB     | 65 W  | 4                  | DDR4-2666            | × 64            | 95 °C  |
| Epyc            | 3251            | Snowy Owl | 8 / 16         | 2,50           | 3,10           | 3,10           | 16 MB     | 50 W  | 2                  | DDR4-2666            | × 32            | 105 °C |
| Epyc            | 3201            | Snowy Owl | 8 / 8          | 1,50           | 3,10           | 3,10           | 16 MB     | 30 W  | 2                  | DDR4-2133            | × 32            | 95 °C  |
| Epyc            | 3151            | Snowy Owl | 4 / 8          | 2,70           | 2,90           | 2,90           | 16 MB     | 45 W  | 2                  | DDR4-2666            | × 32            | 95 °C  |
| Epyc            | 3101            | Snowy Owl | 4 / 4          | 2,10           | 2,90           | 2,90           | 8 MB      | 35 W  | 2                  | DDR4-2666            | × 32            | 95 °C  |

### Desktop ohne Grafikeinheit

#### Ryzen Threadripper

Blockschaltbild AMD-Threadripper-CPU:
Multi-Chip-Modul mit 2 Zeppelin-Chips

Am 10. August 2017 erschien die High-End-Desktop-Modellreihe Ryzen Threadripper im LGA-Package für den Sockel TR4. Dabei sind die Pins nicht mehr wie bei AMD-Prozessoren üblich am Prozessor, sondern auf dem zugehörigen Sockel zu finden. Vier Modelle kamen im August 2017 auf den Markt: Der Ryzen Threadripper 1950X mit 16 Kernen und 32 Threads kostete 999 US-Dollar, während der kleinere Prozessor Ryzen Threadripper 1920X mit 12 Kernen und 24 Threads 799 US-Dollar, jeweils vor Steuern, kostete. Der 1920X läuft mit 3,5 GHz Basistakt und 4,0 GHz Turbo-Takt. Die Basistaktfrequenz des 1950X liegt bei 3,4 GHz und damit 0,1 GHz niedriger, die Turbo-Taktfrequenz beträgt jedoch ebenfalls 4,0 GHz. Außerdem kamen noch die Modelle 1900X und 1920 auf den Markt. Das Modell 1900X hat 8 Kerne und 16 Threads sowie 16 MB L3-Cache. Das Modell 1920 hat 12 Kerne und 24 Threads mit 32 MB L3-Cache in einer wie vom Ryzen 5 und 7 bekannten Non-X-Variante mit niedrigerem Basistakt und eingeschränktem XFR. Der Sockel TR4 ist mit dem Epyc/Naples-Sockel SP3r2 eng verwandt. Er verfügt über 64 PCIe-Lanes, 4 DDR4-Hauptspeicherkanäle und unterstützt bis zu 2 TB Arbeitsspeicher und verwendet den (mit dem X370-Chipsatz verwandten) X399-Chipsatz.
Zuvor war über acht verschiedene Modelle unter dem angenommenen Namen Ryzen 9 von 16- über 14- und 12- bis zu 10-Kern-CPUs spekuliert worden. Jedoch basierten diese Spekulationen auf Falschmeldungen und erhärteten sich nicht. 10- oder 14-Kern-CPUs könnten demnach nicht produziert werden, da die Kerne auf den vier verwendeten CPU-Complexes (CCX) immer symmetrisch abgeschaltet werden müssten.
Am 6. August 2018, fast ein Jahr später, stellte AMD die 2. Generation der Ryzen-Threadripper-CPUs vor. Das neue Top-Modell Ryzen Threadripper 2990WX hat 32 Kerne und 64 Threads. Die Threadripper-2000-Serie basiert jetzt ebenfalls auf der Zen+-Architektur wie die Ryzen-2000-Serie und kann in bestehenden TR4-Mainboards mit X399-Chipsatz betrieben werden. Die WX-Modelle, die im Gegensatz zu den anderen Varianten aus einem MCM mit 4 Chips (statt wie bisher 2) bestehen und damit weitgehend dem Epyc-Server-Prozessor entsprechen, benötigen ob der auf 250 W gestiegenen TDP eine Freigabe durch den Mainboardhersteller.
| Marke \| Modell    | Marke \| Modell | Codename   | Kerne/ Threads | Anz. Chips | Taktrate (GHz) | Taktrate (GHz) | XFR     | L3- Cache | TDP   |
| Marke \| Modell    | Marke \| Modell | Codename   | Kerne/ Threads | Anz. Chips | Basis          | Boost          | XFR     | L3- Cache | TDP   |
| ------------------ | --------------- | ---------- | -------------- | ---------- | -------------- | -------------- | ------- | --------- | ----- |
| Ryzen Threadripper | 1900X           | Whitehaven | 8 / 16         | 2          | 3,8            | 4,0            | 4,2 GHz | 16 MB     | 180 W |
| Ryzen Threadripper | 1920X           | Whitehaven | 12 / 24        | 2          | 3,5            | 4,0            | 4,2 GHz | 32 MB     | 180 W |
| Ryzen Threadripper | 1950X           | Whitehaven | 16 / 32        | 2          | 3,4            | 4,0            | 4,2 GHz | 32 MB     | 180 W |
| Ryzen Threadripper | 2920X           | Colfax     | 12 / 24        | 2          | 3,5            | 4,3            | ?       | 32 MB     | 180 W |
| Ryzen Threadripper | 2950X           | Colfax     | 16 / 32        | 2          | 3,5            | 4,4            | ?       | 32 MB     | 180 W |
| Ryzen Threadripper | 2970WX          | Colfax     | 24 / 48        | 4          | 3,0            | 4,2            | ?       | 64 MB     | 250 W |
| Ryzen Threadripper | 2990WX          | Colfax     | 32 / 64        | 4          | 3,0            | 4,2            | ?       | 64 MB     | 250 W |

#### Ryzen 7

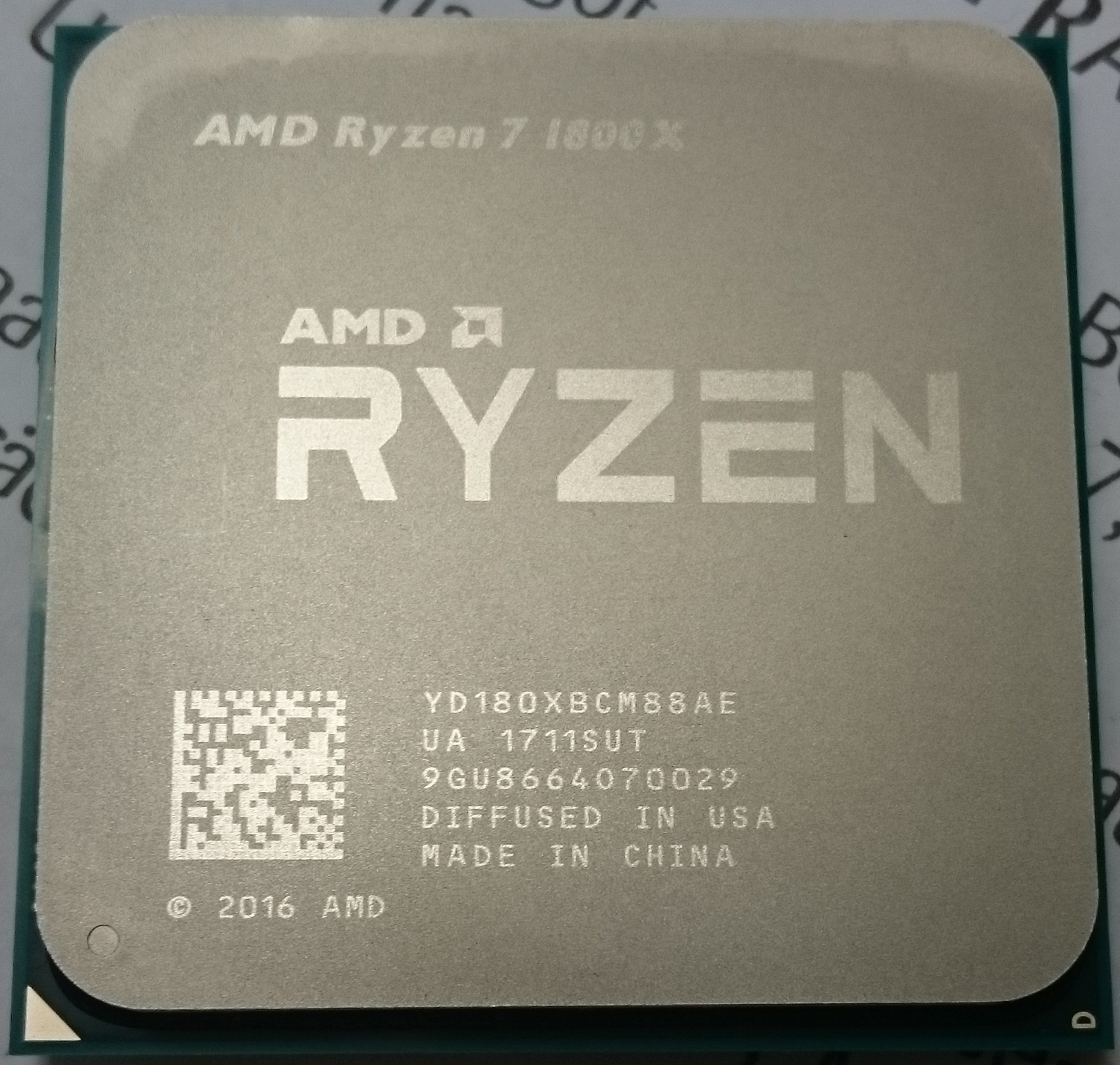
Ryzen 1800X

Die ersten Prozessor-Modelle der Ryzen-Serie waren die Modelle Ryzen 7 1800X, Ryzen 7 1700X und Ryzen 7 1700. Als reine CPU ohne zusätzliche Grafikeinheit bieten sie mit jeweils acht Kernen durch Simultaneous Multithreading (SMT) 16 Threads. AMD gibt für neue Modelle nur einen garantierten Grundtakt an. Der angegebene Turbotakt wird nur bei Last auf maximal zwei Kernen angelegt, der Turbotakt für Last auf allen Kernen ist niedriger. Mittels XFR (Extended Frequency Range) kann der Prozessor bei genügender Kühlung und Last auf nur zwei Kernen den Takt in 25-MHz-Schritten sogar über den Turbotakt hinaus erhöhen.
Mit der 2. Generation (Zen+) und der Fertigung im 12-nm-Prozess wurden Taktbarkeit und Leistungsaufnahme verbessert. Der Turbotakt wird im Zusammenspiel mit XFR2 nicht mehr nur auf zwei Kernen, sondern je nach Temperatur- und Leistungsbudget auf alle Kerne angewendet. Eine Angabe, wie viel Mehrtakt möglich ist, unterbleibt. Es ist jedoch eine nahezu lineare Taktverteilung je nach Anzahl ausgelasteter Kerne über den Basistakt festzustellen.
| Marke \| Modell | Marke \| Modell | Kerne/ Threads | Taktrate (GHz) | Taktrate (GHz) | XFR      | L3- Cache | TDP   |
| Marke \| Modell | Marke \| Modell | Kerne/ Threads | Basis          | Boost          | XFR      | L3- Cache | TDP   |
| --------------- | --------------- | -------------- | -------------- | -------------- | -------- | --------- | ----- |
| Ryzen 7         | 1700            | 8 / 16         | 3,0            | 3,7            | 3,75 GHz | 16 MB     | 65 W  |
| Ryzen 7         | 2700            | 8 / 16         | 3,2            | 4,1            | XFR2     | 16 MB     | 65 W  |
| Ryzen 7         | 1700X           | 8 / 16         | 3,4            | 3,8            | 3,90 GHz | 16 MB     | 95 W  |
| Ryzen 7         | 1800X           | 8 / 16         | 3,6            | 4,0            | 4,10 GHz | 16 MB     | 95 W  |
| Ryzen 7         | 2700X           | 8 / 16         | 3,7            | 4,3            | XFR2     | 16 MB     | 105 W |

#### Ryzen 5
Die ersten vier verfügbaren Ryzen-5-Modelle kamen am 11. April 2017 zu Preisen zwischen 189 und 279 Euro auf den Markt. Das Modell Ryzen 5 1600X verfügt über sechs Kerne und hat dieselben Taktfrequenzen wie das Modell Ryzen 7 1800X; das Modell Ryzen 5 1500X hat vier Kerne. Der Ryzen 2500X ist nur für OEMs verfügbar. Den Ryzen 5 1600 gibt es in zwei Versionen: OPNB (Ordering Part Number Boxed) YD1600BBAEBOX basiert auf der Zen-Mikroarchitektur und eine September 2019 erschienene Version YD1600BBAFBOX nutzt die Zen+-Mikroarchitektur und ist darum schneller.
| Marke \| Modell | Marke \| Modell | Kerne/ Threads | Taktrate (GHz) | Taktrate (GHz) | XFR      | L3- Cache | TDP  |
| Marke \| Modell | Marke \| Modell | Kerne/ Threads | Basis          | Boost          | XFR      | L3- Cache | TDP  |
| --------------- | --------------- | -------------- | -------------- | -------------- | -------- | --------- | ---- |
| Ryzen 5         | 1400            | 4 / 8          | 3,2            | 3,4            | 3,45 GHz | 8 MB      | 65 W |
| Ryzen 5         | 1500X           | 4 / 8          | 3,5            | 3,7            | 3,90 GHz | 16 MB     | 65 W |
| Ryzen 5         | 2500X           | 4 / 8          | 3,6            | 3,7            | XFR2     | 8 MB      | 65 W |
| Ryzen 5         | 1600            | 6 / 12         | 3,2            | 3,6            | 3,70 GHz | 16 MB     | 65 W |
| Ryzen 5         | 2600            | 6 / 12         | 3,4            | 3,9            | XFR2     | 16 MB     | 65 W |
| Ryzen 5         | 1600X           | 6 / 12         | 3,6            | 4,0            | 4,10 GHz | 16 MB     | 95 W |
| Ryzen 5         | 2600X           | 6 / 12         | 3,6            | 4,2            | XFR2     | 16 MB     | 95 W |

#### Ryzen 3
Die ersten beiden Modelle der Ryzen-3-Serie kamen am 27. Juli 2017 auf den Markt. Der Ryzen 3 1200 mit einem Basistakt von 3,1 GHz und einem Turbo-Takt von 3,4 GHz, sowie der Ryzen 3 1300X mit einem Basistakt von 3,5 GHz und einem Turbo-Takt von 3,7 GHz, beide ausgestattet mit vier Kernen und vier Threads. Ein Unterschied zwischen den beiden befindet sich also lediglich in ihren Taktfrequenzen und der XFR-Fähigkeit. Der Ryzen 3 2300X ist nur für OEMs verfügbar. Im April 2020 erschien eine Zen+-Version des Ryzen 3 1200 (Zen: YD1200BBAEBOX; Zen+: YD1200BBAFBOX) analog zum Ryzen 5 1600 (s. o.).
| Marke \| Modell | Marke \| Modell | Kerne/ Threads | Taktrate (GHz) | Taktrate (GHz) | XFR      | L3- Cache | TDP  |
| Marke \| Modell | Marke \| Modell | Kerne/ Threads | Basis          | Boost          | XFR      | L3- Cache | TDP  |
| --------------- | --------------- | -------------- | -------------- | -------------- | -------- | --------- | ---- |
| Ryzen 3         | 1200            | 4 / 4          | 3,1            | 3,4            | 3,45 GHz | 8 MB      | 65 W |
| Ryzen 3         | 1300X           | 4 / 4          | 3,5            | 3,7            | 3,90 GHz | 8 MB      | 65 W |
| Ryzen 3         | 2300X           | 4 / 4          | 3,5            | 4,0            | XFR2     | 8 MB      | 65 W |

### Desktop mit Grafikeinheit

#### Ryzen 5, 3 und Athlon
Ryzen-Prozessoren mit integrierter Grafikeinheit für den Desktop-Einsatz (APU; „Raven Ridge“) hatten ihre Markteinführung am 12. Februar 2018. Für die beiden Prozessoren erschien jeweils eine GE-Version mit reduziertem Takt und niedrigerer TDP von 35 W am 10. Mai 2018. Im Mai 2018 kam ebenfalls eine mit „Pro“ bezeichnete Version sämtlicher Desktopprozessoren mit Grafikeinheit auf den Markt. Die Pro-Modelle verfügen unter anderem über die Möglichkeit den Arbeitsspeicher mittels „Transparent Secure Memory Encryption“ zu verschlüsseln (ähnlich zu Intels SGX) und richten sich deshalb vor allem an Hersteller von PCs im Business-Umfeld.
In den USA kamen die Prozessoren 2200G für 99 US-Dollar und 2400G für 149 US-Dollar im Februar 2018 auf den Markt. Angesichts ihres guten Preis-Leistungs-Verhältnisses sprach die US-amerikanische Computerzeitschrift ZDNET davon, dass sie den Markt für günstige Personalcomputer insbesondere wegen ihrer guten Grafikleistung „durcheinanderwirbeln“ würden (“The price points at which AMD is selling these new chips makes them particularly disruptive”).
Die APUs der 3000-Klasse sind im Gegensatz zu den CPUs in 12 nm gefertigt (Zen+; „Picasso“) und bringen dadurch nur evolutionäre Verbesserung. Die Markteinführung der 65 W-Modelle erfolgte gleichzeitig mit den 7 nm-CPUs ab dem 7. Juli 2019. Am 30. September wurden die Pro-Modelle der 3000-Klasse angekündigt. Der am 15. November 2019 angekündigte Athlon 3000G gehört hingegen sogar nur zu Zen („Raven Ridge“, manchmal in Zusammenhang mit dieser APU „Raven2“ genannt).
| Marke \| Modell | Marke \| Modell | Kerne/ Threads | Taktrate (GHz) | Taktrate (GHz) | XFR      | L3- Cache | TDP  | GPU         | max. GPU-Takt |
| Marke \| Modell | Marke \| Modell | Kerne/ Threads | Basis          | Boost          | XFR      | L3- Cache | TDP  | GPU         | max. GPU-Takt |
| --------------- | --------------- | -------------- | -------------- | -------------- | -------- | --------- | ---- | ----------- | ------------- |
| Ryzen 5         | 3400G           | 4 / 8          | 3,7            | 4,2            | XFR2     | 4 MB      | 65 W | 11 Vega-CUs | 1,4 GHz       |
| Ryzen 5         | PRO 3400GE      | 4 / 8          | 3,3            | 4,0            | XFR2     | 4 MB      | 35 W | 11 Vega-CUs | 1,3 GHz       |
| Ryzen 5         | 2400G           | 4 / 8          | 3,6            | 3,9            | 4,10 GHz | 4 MB      | 65 W | 11 Vega-CUs | 1,25 GHz      |
| Ryzen 5         | 2400GE          | 4 / 8          | 3,2            | 3,2            | ?        | 4 MB      | 35 W | 11 Vega-CUs | 1,25 GHz      |
| Ryzen 3         | 3200G           | 4 / 4          | 3,6            | 4,0            | XFR2     | 4 MB      | 65 W | 8 Vega-CUs  | 1,25 GHz      |
| Ryzen 3         | PRO 3200GE      | 4 / 4          | 3,3            | 3,8            | XFR2     | 4 MB      | 35 W | 8 Vega-CUs  | 1,2 GHz       |
| Ryzen 3         | 2200G           | 4 / 4          | 3,5            | 3,7            | 3,90 GHz | 4 MB      | 65 W | 8 Vega-CUs  | 1,1 GHz       |
| Ryzen 3         | 2200GE          | 4 / 4          | 3,2            | 3,6            | ?        | 4 MB      | 35 W | 8 Vega-CUs  | 1,1 GHz       |
| Athlon          | 240GE           | 2 / 4          | 3,5            | 3,5            | —        | 4 MB      | 35 W | 3 Vega-CUs  | 1,0 GHz       |
| Athlon          | 220GE           | 2 / 4          | 3,4            | 3,4            | —        | 4 MB      | 35 W | 3 Vega-CUs  | 1,0 GHz       |
| Athlon          | 200GE           | 2 / 4          | 3,2            | 3,2            | —        | 4 MB      | 35 W | 3 Vega-CUs  | 1,0 GHz       |
| Athlon          | 3000G           | 2 / 4          | 3,5            | 3,5            | —        | 4 MB      | 35 W | 3 Vega-CUs  | 1,0 GHz       |
| Athlon          | PRO 300GE       | 2 / 4          | 3,4            | 3,4            | —        | 4 MB      | 35 W | 3 Vega-CUs  | 1,1 GHz       |

Die Pro-Modelle in der Tabelle sind nur als solche erhältlich, in Listen der von ASRock-Mainboards unterstützten Prozessoren finden sie sich bereits seit Juni 2019 auch bzw. nur als normale Modelle. Mit Ausnahme der Athlons 220GE, 240GE und 3000G existiert auch von allen anderen APUs eine hinsichtlich der in Tabelle angegebenen Daten identische Pro-Version (siehe Beschreibung oben). Alle Ryzen-Prozessoren mit GE-Suffix und alle Pro-Modelle sind OEM-Produkte und für Endkunden in aller Regel nicht zu beziehen.

### Mobile Desktop mit Grafikeinheit
Im Oktober 2017 kamen die ersten Varianten der für mobile Rechner gedachten Ryzen-Prozessoren, Codename „Raven Ridge“, auf den Markt. Es handelt sich dabei um den bereits von den anderen Ryzen-Prozessoren bekannten Vierkern „Core Complex“ mit einer über „Infinity Fabric“ integrierten Grafikeinheit aus der Baureihe der Vega-Grafikkerne. Da diese Prozessoren nur von Notebookherstellern verbaut werden, waren sie de facto nicht sofort verfügbar. Erste Notebooks mit diesen Prozessoren waren in Deutschland ab Januar 2018 verfügbar.
Die Prozessoren sind sowohl von der Prozessorleistung als auch von der Grafikleistung und dem Energieverbrauch konkurrenzfähig mit der gleichzeitig erschienenen neuen Intel-Generation „Coffee Lake“.
Am 8. Januar 2018 erschienen zwei weitere Prozessoren aus der Ryzen-3-Serie für eher günstige mobile Geräte: Die Ryzen-3-Modelle 2300U und 2200U. Erste Notebooks mit dem mobilen Ryzen-3-Modell waren in Deutschland im März 2018 verfügbar. Beide Prozessoren können vier Threads gleichzeitig verarbeiten. Das Modell 2300U ist ein Vierkern ohne SMT und das Modell 2200U ist ein Doppelkern mit SMT. Die integrierten Grafikeinheiten sind auch in der Leistung reduziert: Der 2300U hat sechs Compute Units (CU), der 2200U nur drei CUs. Nach Angaben von AMD reicht dies aber noch aus, um die Grafikleistung des vergleichbaren Intel-Prozessors Core i3-7100U zu übertrumpfen.
Zur CES 2019 stellte AMD die Ryzen-Mobile-3000-Serie (Codename „Picasso“) vor. Diese neuen Modelle basieren nun auf Zen+, neu sind auch Modelle mit einer TDP von 35 W verfügbar, und es gibt zusätzlich ein Einsteigermodell unter der Marke Athlon.
Zur CES 2020 stellte AMD zwei weitere Einsteigermodelle „Athlon Gold“ und „Athlon Silver“ vor. Ebenfalls erschienen im Januar 2020 erstmals Zen-Prozessoren mit nur 6 W TDP. Der 3020e debütierte im Sommer in Schul-Laptops von Lenovo Education und hat keine Markenbezeichnung. Auch ein Athlon Silver mit dieser TDP wurde vorgestellt, zudem ein Ryzen 3 3250U, dessen technische Daten mit dem 3200U identisch sind. Im Sommer erschien das Modell 3015e mit beschnittenem Speichercontroller (Single Channel, max. DDR4-1600) und niedrigem Grafiktakt.
| Marke \| Modell | Marke \| Modell | Kerne/ Threads | Taktrate (GHz) | Taktrate (GHz) | L3- Cache | TDP  | GPU         | max. GPU-Takt |
| Marke \| Modell | Marke \| Modell | Kerne/ Threads | Basis          | Boost          | L3- Cache | TDP  | GPU         | max. GPU-Takt |
| --------------- | --------------- | -------------- | -------------- | -------------- | --------- | ---- | ----------- | ------------- |
| Ryzen 7         | 3750H           | 4 / 8          | 2,3            | 4,0            | 4 MB      | 35 W | 10 Vega-CUs | 1,4 GHz       |
| Ryzen 7         | 2800H           | 4 / 8          | 3,3            | 3,8            | 4 MB      | 45 W | 11 Vega-CUs | 1,3 GHz       |
| Ryzen 7         | 3780U           | 4 / 8          | 2,3            | 4,0            | 4 MB      | 15 W | 11 Vega-CUs | 1,4 GHz       |
| Ryzen 7         | 3700U           | 4 / 8          | 2,3            | 4,0            | 4 MB      | 15 W | 10 Vega-CUs | 1,4 GHz       |
| Ryzen 7         | 2700U           | 4 / 8          | 2,2            | 3,8            | 4 MB      | 15 W | 10 Vega-CUs | 1,3 GHz       |
| Ryzen 5         | 3550H           | 4 / 8          | 2,1            | 3,7            | 4 MB      | 35 W | 8 Vega-CUs  | 1,2 GHz       |
| Ryzen 5         | 2600H           | 4 / 8          | 3,2            | 3,6            | 4 MB      | 45 W | 8 Vega-CUs  | 1,1 GHz       |
| Ryzen 5         | 3580U           | 4 / 8          | 2,1            | 3,7            | 4 MB      | 15 W | 9 Vega-CUs  | 1,3 GHz       |
| Ryzen 5         | 3500U           | 4 / 8          | 2,1            | 3,7            | 4 MB      | 15 W | 8 Vega-CUs  | 1,2 GHz       |
| Ryzen 5         | 2500U           | 4 / 8          | 2,0            | 3,6            | 4 MB      | 15 W | 8 Vega-CUs  | 1,1 GHz       |
| Ryzen 3         | 3300U           | 4 / 4          | 2,1            | 3,5            | 4 MB      | 15 W | 6 Vega-CUs  | 1,2 GHz       |
| Ryzen 3         | 2300U           | 4 / 4          | 2,0            | 3,4            | 4 MB      | 15 W | 6 Vega-CUs  | 1,2 GHz       |
| Ryzen 3         | 3200U 3250U     | 2 / 4          | 2,6            | 3,5            | 4 MB      | 15 W | 3 Vega-CUs  | 1,2 GHz       |
| Ryzen 3         | 2200U           | 2 / 4          | 2,5            | 3,4            | 4 MB      | 15 W | 3 Vega-CUs  | 1,1 GHz       |
| Athlon Gold     | 3150U           | 2 / 4          | 2,6            | 3,3            | 4 MB      | 15 W | 3 Vega-CUs  | 1,0 GHz       |
| Athlon          | 300U            | 2 / 4          | 2,4            | 3,3            | 4 MB      | 15 W | 3 Vega-CUs  | 1,0 GHz       |
| Athlon Silver   | 3050U           | 2 / 2          | 2,3            | 3,2            | 4 MB      | 15 W | 2 Vega-CUs  | 1,1 GHz       |
| Athlon Silver   | 3050e           | 2 / 4          | 1,4            | 2,8            | 4 MB      | 6 W  | 3 Vega-CUs  | 1,0 GHz       |
| Athlon Silver   | 3020e           | 2 / 2          | 1,2            | 2,6            | 4 MB      | 6 W  | 3 Vega-CUs  | 1,0 GHz       |
| Athlon Silver   | 3015e           | 2 / 4          | 1,2            | 2,3            | 4 MB      | 6 W  | 3 Vega-CUs  | 0,6 GHz       |

### Embedded mit Grafikeinheit

#### Ryzen V1000
Im Februar 2018 bringt AMD neben den Epyc-3000-Embedded-Server-Prozessoren eine weitere Reihe von Embedded-Prozessoren heraus, die Ryzen-V1000-Varianten. Sie entsprechen im Wesentlichen (bis auf den BGA-Lötsockel) den Raven-Ridge-APUs. Sie sind gedacht für Embedded-Systeme, die Grafikanwendungen beinhalten, genannt werden als Beispiele Spielautomaten oder medizinische Visualisierungsanwendungen. Eine lange Verfügbarkeit wird versprochen, es gibt zum Erscheinungstermin auch Motherboards für die Prozessoren, die CPU-Packung kommt mit einem FP4 BGA package genannten Lötsockel (37 mm × 29 mm, 0,8 mm pitch).
| Marke \| Modell | Marke \| Modell | Kerne/ Threads | Taktrate (GHz) | Taktrate (GHz) | L2- Cache | L3- Cache | TDP (CPU) | GPU         | Sha- der | max. GPU-Takt | Arbeits- speicher | TDP (GPU) |
| Marke \| Modell | Marke \| Modell | Kerne/ Threads | Basis          | Boost          | L2- Cache | L3- Cache | TDP (CPU) | GPU         | Sha- der | max. GPU-Takt | Arbeits- speicher | TDP (GPU) |
| --------------- | --------------- | -------------- | -------------- | -------------- | --------- | --------- | --------- | ----------- | -------- | ------------- | ----------------- | --------- |
| Ryzen Embedded  | V1807B          | 4 / 8          | 3,35           | 3,8            | 2 MB      | 4 MB      | 35–54 W   | 11 Vega-CUs | 704      | 1,3 GHz       | DDR4-3200         | 45 W      |
| Ryzen Embedded  | V1756B          | 4 / 8          | 3,25           | 3,6            | 2 MB      | 4 MB      | 35–54 W   | 8 Vega-CUs  | 512      | 1,3 GHz       | DDR4-3200         | 45 W      |
| Ryzen Embedded  | V1605B          | 4 / 8          | 2,00           | 3,6            | 2 MB      | 4 MB      | 15 W      | 8 Vega-CUs  | 512      | 1,1 GHz       | DDR4-2400         | 12–25 W   |
| Ryzen Embedded  | V1202B          | 2 / 4          | 2,30           | 3,2            | 1 MB      | 4 MB      | 15 W      | 3 Vega-CUs  | 192      | 1,0 GHz       | DDR4-2400         | 12–25 W   |